# Pradosia grisebachii
Pradosia grisebachii – gatunek rośliny należący do rodziny sączyńcowatych. Jest gatunkiem występującym na terenie północnej Wenezueli i na wyspach Trynidad i Tobago.